# 伯奥讷
伯奥讷（法語：Behonne，法語發音：[bə.ɔn]）是法国默兹省的一个市镇，属于巴勒迪克区。

## 地理
伯奥讷（48°47'36"N, 5°10'54"E）面积9.17 平方千米，位于法国大東部大區默兹省，该省份为法国西北部内陆省份，北与比利时接壤，西接马恩省和阿登省，南至上马恩省和孚日省，东临默尔特-摩泽尔省。
与伯奥讷接壤的市镇（或旧市镇、城区）包括：巴勒迪克、沙尔多涅、凡-韦勒、奈沃-罗西耶尔、瓦万库尔。

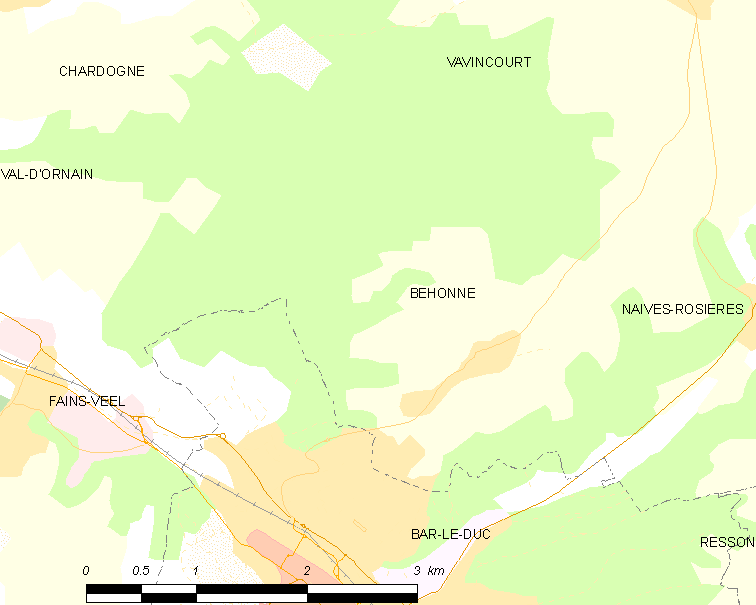
伯奥讷的OSM定位图

伯奥讷的时区为UTC+01:00、UTC+02:00（夏令时）。

## 行政
伯奥讷的邮政编码为55000，INSEE市镇编码为55041。

## 政治
伯奥讷所属的省级选区为巴勒迪克第二县。

## 人口

1962-2008年间伯奥讷人口变化图示

伯奥讷于2022年1月1日时的人口数量为603人。